# Charles Edward-Collins
Charles Edward Edward-Collins, CB, CIE, MID, britanski general, * 28. maj 1881, † 21. november 1967.
Med drugo svetovno vojno je bil poveljnik severnocornwallske skupine britanskega Domobranstva (Home Guard).